# Amir Khan (boxe anglaise)
Pour les articles homonymes, voir Khan (homonymie) et Amir Khan.
Amir Khan (en Punjabi et Ourdou : عامر اقبال جنجوعہ خاں) est un boxeur britannique d'origine pakistanaise né à Bolton le 8 décembre 1986.

## Carrière
Champion d'Europe cadets à Kaunas en 2003 puis champion du Monde juniors en Corée en juin 2004, il est médaillé d'argent aux Jeux olympiques d'Athènes en 2004 dans la catégorie poids légers à seulement 17 ans. Il devient champion du monde des super-légers WBA le 19 juillet 2009 après avoir battu aux points l'ukrainien Andriy Kotelnik à la Manchester Evening News Arena,, faisant de lui à 22 ans le troisième plus jeune champion du monde de Grande-Bretagne après Naseem Hamed et Herbie Hide.
Khan conserve son titre le 5 décembre 2009 en stoppant dès le 1er round Dmitriy Salita et le 15 mai 2010 par arrêt de l'arbitre au 11e round contre Paul Malignaggi. Le 11 décembre 2010, il l'emporte aux points à Las Vegas face à son challengeur argentin Marcos Rene Maidana. Il récidive le 16 avril aux dépens de Paul McCloskey puis s'empare de la ceinture IBF le 23 juillet 2011 après sa victoire par KO au 5e round contre l'américain Zab Judah.
Le 10 décembre 2011, il affronte à Washington Lamont Peterson : bien que compté au premier round, l'américain fait le pressing pendant la majeure partie du combat et l'emporte aux points par décision partagée (Khan ayant été pénalisé à deux reprises par l'arbitre). Khan perd sa ceinture IBF mais récupère le titre WBA sur tapis vert après le test positif de Peterson lors d'un contrôle antidopage inopiné précédent le combat revanche.
Amir Khan affronte finalement Danny Garcia le 14 juillet 2012 pour un combat de réunification des titres WBA & WBC à Las Vegas et perd par arrêt de l'arbitre au 4e round. Il relance toutefois sa carrière en enchainant cinq succès de rang face à Carlos Molina, Julio Diaz, Luis Collazo, Devon Alexander et Chris Algieri avant d'être mis KO au 6e round par Saúl Álvarez lors d'un championnat du monde WBC des poids moyens le 7 mai 2016.
À la fin de 2017, il participe à la 17e saison de l’émission I'm a Celebrity… Get Me Out of Here!.
Le 20 avril 2019, il affronte Terence Crawford, champion WBO des poids welters, et s'incline par arrêt de l’arbitre au 6e round.